# Lara Dutta

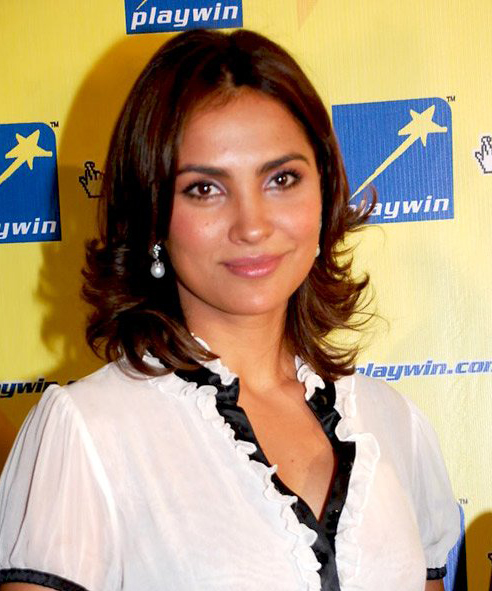
Lara Dutta

Lara Dutta Bhupathi (hindu: दत्ता लारा भूपति; n. 16 aprilie 1978, Ghaziabad, Uttar Pradesh) este o actriță și fotomodel indian.
În 1981 familia ei se mută la Bangalore, aici ea urmează școala la St. Francis Xavier Girls' High School și Frank Anthony Public School. Lara studiază apoi științele economive la universitatea din Bombay. În anul 2000 este aleasă Miss India și reprezintă India la concursul Miss Universe din Cipru, pe care-l câștigă. După acest succes face publicitate pentru produsele cosmetice a firmei L’Oréal. Succesul ei i-a deschis cariera de actriță la Bollywood unde debutează în 2003 în filmul "Andaaz" rol pentru care a fost premiată cu "Filmfare Award". Ea poate fi văzută ulterior ca moderatoare TV sau jucând diferite roluri în filmele Masti, No Entry, Fanaa sau Om Shanti Om.

## Filmografie
- 2003: Andaaz
- 2003: Mumbai Se Aaya Mera Dost
- 2004: Khakee
- 2004: Masti – Seitensprünge lohnen nicht!
- 2004: Bardaasht
- 2004: Arasatchi
- 2004: Aan: Men at Work
- 2005: Insan
- 2005: Elaan
- 2005: Jurm
- 2005: No Entry
- 2005: Kaal
- 2005: Zinda
- 2006: Fanaa (rol secundar)
- 2006: Alag (rol secundar)
- 2006: Bhagam Bhag
- 2007: Jhoom Barabar Jhoom
- 2007: Partner
- 2007: Om Shanti Om (rol secundar)
- 2008: Banda Yeh Bindaas Hai
- 2008: Jumbo (dublaj)
- 2008: Blue
- 2008: Rab Ne Bana Di Jodi (rol secundar)
- 2009: Billu Barber
- 2010: HouseFull
- 2011: Chalo Dilli